# Lumacra haitiensis
Lumacra haitiensis är en fjärilsart som beskrevs av Davis 1964. Lumacra haitiensis ingår i släktet Lumacra och familjen säckspinnare. Inga underarter finns listade i Catalogue of Life.